# Ngaoundal
Ngaoundal – miasto w Kamerunie, w regionie Adamawa, w departamencie Djérem.